# 조지 소로스
조지 소로스(영어: George Soros, 문화어: 죠지 쏘로스, 1930년 8월 12일 ~ )는 헝가리계 미국인으로서 금융인이자 투자가이다.
소로스 펀드 매니지먼트의 의장을 맡고 있다. 본명은 슈바르츠 죄르지(헝가리어: Schwartz György)이다. 소로스는 진보자유주의 운동을 지지한다. 부모가 모두 에스페란티스토인 관계로 부모에게서 모국어로 헝가리어와 함께 에스페란토를 배웠다. 따라서 그는 에스페란토를 모국어로 사용하는 에스페란토 원어민이다.
1979년부터 2011년 사이에 소로스는 80억 달러 이상을 인권, 복지, 교육 지원에 보탰다. 소로스는 헝가리 (1984 ~ 89년)에서 공산주의를 자본주의로 평화롭게 전환시킨 중요한 역할을 하였으며 부다페스트의 중앙유럽 대학교에 유럽 사상 최대의 고등교육 기부금을 제공하기도 했다. 소로스는 열린사회연구소(Open Society Institute)의 의장이자 외교 협회의 전 임원이기도 하다.
2023년 이후 도산하여 사모펀드에 넘어간 바이스 미디어 그룹에 대한 인수도 틈틈이 추진하고 있다.

## 주장
2004년 10월 28일 워싱톤 내셔널 프레스클럽에서 열린 오찬연설에서 "부시대통령을 재선 시키는 것은 그의 선제공격론과 이라크전을 승인하는 꼴이며, 궤도에서 이탈한 미국을 제자리로 돌려놓은 새로운 지도자가 필요하다"라고 말했다.

## 음모론
그는 진보진영에 대표적인 재정지원을 하는 자선사업가로 알려져 있다. 하지만, 그것이 정치적 우파들로부터 많은 음모론을 야기 시켰다. 베로니카 본다렌코는 비즈니스 인사이더에서 그에 대해 "20년 동안, 소로가 조지 오웰에 나오는 퍼핏 마스터로 비밀로, 세계 경제를 좌지우지한다고 말하는 사람들이 있다" 라고 주장하였다. 그는 2017년에 있었던 여성 행진의 배후에 있었으며, 브레트 카바나 대법관 지명자에 반대하는 운동의 배후세력이라는 도널드 트럼프의 음모설을 갖기도 했다. 우익 기독교 진영에서도, 동성애 옹호 단체들의 배후에 그가 있다고 주장하였다.

## 같이 보기
- 스캇 베센트(en:Scott Bessent) - 조지 소로스 펀드의 최고투자책임자(Chief Investment Officer)
- 소로스 재단
- 검은 수요일